# Kasuga
Kasuga (春日市; -shi) é uma cidade japonesa localizada na prefeitura de Fukuoka.
Em 2003 a cidade tinha uma população estimada em 108 029 habitantes e uma densidade populacional de 7 634,56 h/km². Tem uma área total de 14,15 km².
Recebeu o estatuto de cidade a 1 de Abril de 1972.